# San Pietro al Natisone
San Pietro al Natisone (tiếng Slovene: Špeter Slovenov, in the local dialect: Špietar) là một đô thị ở tỉnh Udine trong vùng Friuli-Venezia Giulia thuộc Ý, có cự ly khoảng 60 km về phía tây bắc của Trieste và khoảng 20 km về phía đông bắc của Udine. Tại thời điểm ngày 31 tháng 12 năm 2004, đô thị này có dân số 2.212 người và diện tích là 24,1 km². 
San Pietro al Natisone giáp các đô thị: Cividale del Friuli, Prepotto, Pulfero, San Leonardo, Savogna di Cividale, Torreano.